# گری (کالیفرنیا)
گری (به انگلیسی: Garey) یک منطقهٔ مسکونی در ایالات متحده آمریکا است که در شهرستان سانتا باربارا، کالیفرنیا واقع شده‌است. گری ۳٫۲۸۶ کیلومتر مربع مساحت و ۶۸ نفر جمعیت دارد و ۱۱۷٫۹۶ متر بالاتر از سطح دریا واقع شده‌است.